# Jehu Lafeuillee
Jehu Leetus Lafeuillee (Grenville (Granada), 30 de septiembre de 1997) es un jugador de baloncesto profesional de nacionalidad granadina. Mide 2.03 metros y juega de pívot. Actualmente pertenece a la plantilla del Club Juventud Alcalá de la Liga LEB Plata.

## Trayectoria
Inició su formación universitaria en Estados Unidos en el Lewis and Clark Community College sito en Godfrey, Illinois. En 2019 fue captado por la Universidad de Indiana East, donde ingresó y disputó la Division II de la NCAA durante tres temporadas, graduándose en 2021/22 con promedios de 8.9 puntos, 6.7 rebotes y 1.8 tapones.
En la temporada 2022/23 es fichado por el Cáceres Patrimonio de la Humanidad, club español de LEB Oro, siendo integrado en la plantilla del equipo filial, el Torta del Casar Extremadura, con el que disputa la Liga EBA. Participó en 22 encuentros en los que registró medias de 15.6 puntos, 12 rebotes y 1.5 tapones.
El 23 de agosto de 2023, firma por el Club Juventud Alcalá de la Liga LEB Plata.